# Lot (Handelseinheit)
Das Lot ([lɔt]; deutsch „Posten“) ist der Anglizismus im Devisenhandel oder auf Futures-Märkten für den Mindestbetrag von Finanzkontrakten. 

## Allgemeines
Durch meist internationale Standardisierung sind auch die Handelseinheiten von Handelsobjekten vereinheitlicht. So ist die Handelseinheit bei Gold eine Feinunze, bei Rohöl ein Barrel. Unterhalb einer Handelseinheit ist ein Geschäftsabschluss nicht möglich, nur ein Vielfaches hiervon kann gehandelt werden. Das gilt auch im Devisen- und Futures-Handel, wo die Handelseinheit als Nominalwert in einer bestimmten Währung angegeben wird. Dabei ist zu unterscheiden zwischen der Ausgangswährung als Basiswährung (englisch base currency) und der zu erwerbenden oder verkaufenden Zielwährung als Quotierungswährung (englisch quote currency).

## Devisen
Handelseinheit für Devisen sind Lots als vordefinierte Handelsgrößen zur Vereinfachung des Devisenhandels. Ein Standard-Lot bei Brokern umfasst meist marktüblich bei Finanzkontrakten 100.000 Geldeinheiten der Basiswährung, ein Mini-Lot 10.000 oder ein Micro-Lot zu 1.000 Einheiten.
Im Interbankenhandel beträgt das Standard-Lot meist 1 Million oder ein Vielfaches hiervon. Diese Lot-Größe führt dazu, dass bereits wenige Pips im Devisenkurs genügen, um einen großen Kursgewinn oder Kursverlust zu erzielen.

## Futures
Bei Futures hängt von der Lot-Größe unter anderem die vom Kontrahenten als Sicherungsgeber zu hinterlegende Margin ab.

## Abgrenzungen
Pips unterscheiden sich von Lots dadurch, dass Pips sich auf die Kursdifferenz beziehen, während Lots die Handelseinheit darstellen. 